# 호르티 아그리피나이

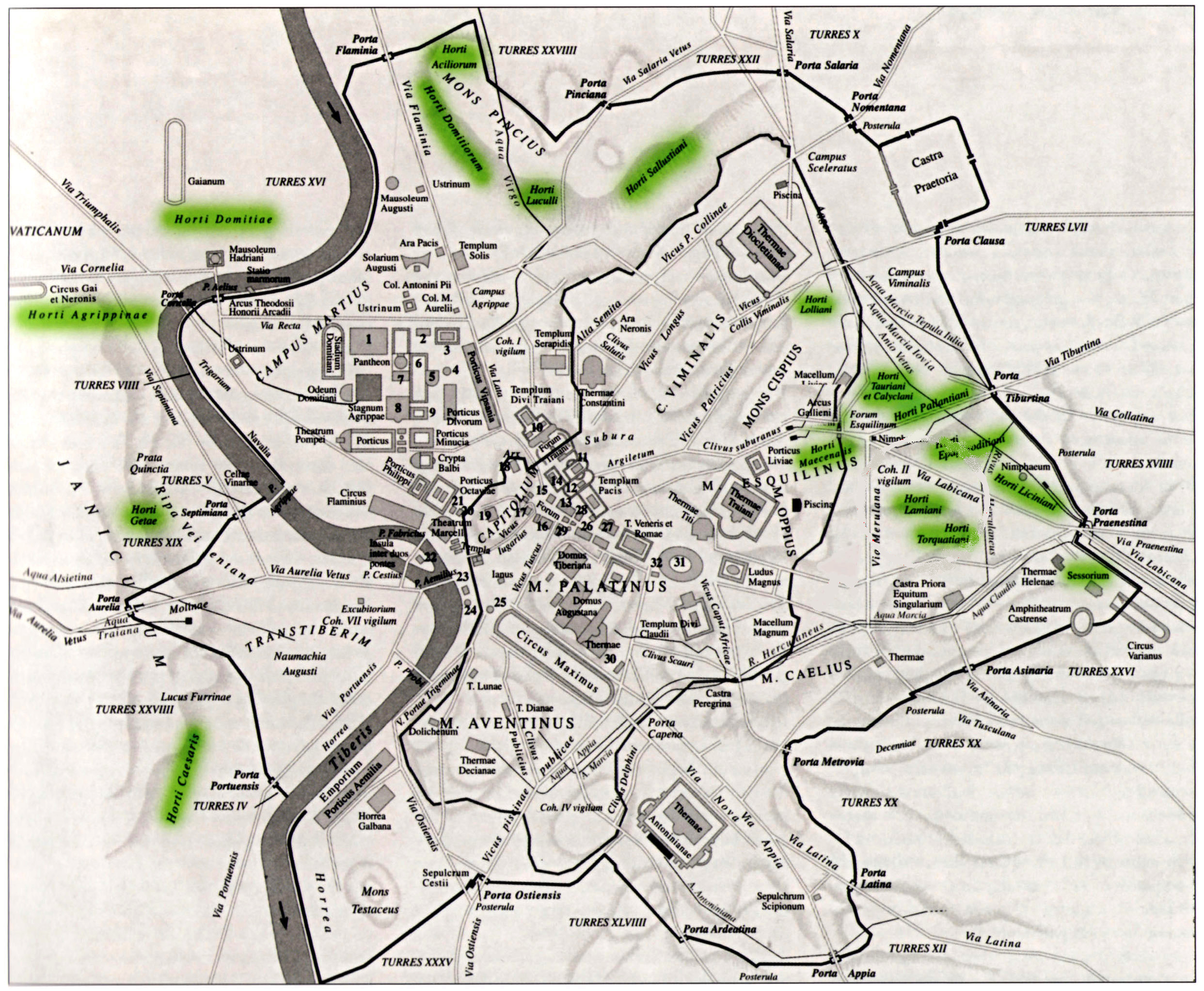
고대 로마의 호르티

호르티 아그리피나이 (Horti Agrippinae, 아그리파의 정원)은 고대 로마의 대(大) 아그리파가 지은 호화로운 별장이다. 오늘날 이탈리아 로마의 테베레강 서쪽 지대의 성 베드로 대성전이 있는 지역 인근에 위치해 있었다. 테베레강 인근까지 뻗어 있는 규모였으며 주랑 현관이 있는 테라스가 세워져 있었다.
아그리파의 별장은 아게르 바티카누스에 지어졌는데 이는 로마시의 성벽 바깥쪽에 해당되는 충적평야로 기원전 1세기 말부터 개발되기 시작하였으며, 귀족 일가 소유의 개인 별장, 즉 '호르티' (Horti)가 지어지던 곳이었다.
처음 지어진 뒤 아그리파의 아들이었던 칼리굴라가 물려받았으며 전차 경주 애호가로서 전용 경기장을 이곳에 세웠는데 이를 네로 원형 경기장이라 부른다. 서기 64년 로마 대화재 이후 네로 황제가 기독교 박해 정책을 펼칠 당시에는 기독교인들의 처형식이 이곳에서 이뤄졌다는 설이 전해지고 있다. 이들 중 한 사람이 원형 경기장에서 십자가에 못 박힌 사도 베드로였는데, 처형 후 베드로의 유해는 코르넬리아길 인근의 공동묘지에 묻혔고 그 무덤은 이후 수세기 동안 기독교 순례지가 되었다. 324년에는 콘스탄티누스 대제가 베드로의 무덤을 찾아 성 베드로 대성전을 짓기에 이르는데 이것이 지어진 부지가 호르티 아그리피나이와 원형경기장 일대였다.
호르티 아그리피나이에는 네로 황제의 개인 극장이 세워졌던 것으로 확인되는데, 2023년 페니텐치에리궁 안뜰에서 이뤄진 발굴 조사 과정에서 발견되었다.

## 같이 보기
- 로마 정원

## 관련 문헌
- http://penelope.uchicago.edu/Thayer/E/Gazetteer/Places/Europe/Italy/Lazio/Roma/Rome/_Texts/PLATOP*/horti.html